# Gratianus (kerkjurist)

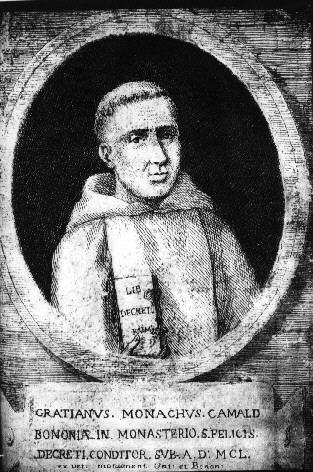
Gratianus

Gratianus was een 12e-eeuws canoniek jurist, die actief was in Bologna. 
Gratianus wordt door velen gezien als de vader van het canonieke recht. Hij legde rond 1140 een eerste versie aan van een omvangrijk en geordend werk, dat hij zelf de Concordantia discordantium canonum noemde. Latere generaties spraken van het Decretum Gratiani. Dit werk werd de basis voor het onderricht in het canonieke recht in Bologna en elders in Europa. 
In Dantes De goddelijke komedie vindt hij een plaats in het Paradijs onder de doctoren van de Kerk.